# 岡田惠和
岡田 惠和（おかだ よしかず、1959年2月11日 - ）は、日本の脚本家、漫画原作者。東京都三鷹市出身。岡田恵和とも表記される。
所属事務所はU.F.O.カンパニー（2016年暮れに参加）。

## 来歴
和光高等学校卒業。和光大学人文学部文学科中退。企画会社勤務後、フリーライターとなる。音楽評論家・FMのDJを経て、1990年に脚本家としてデビューした。
シナリオ修業は、東京・青山のシナリオ・センターで行った。同校卒業生としては内館牧子と並ぶ出世頭の一人である。
2014年には自身による初戯曲『スタンド・バイ・ユー〜家庭内再婚〜』を執筆。2015年1月よりシアタークリエで上演。Webドラマ「さよならのつづき」は2023年9月時点で製作を発表した。

## 作品

### テレビドラマ
- ドラマチック22 香港から来た女（1990年、TBS） - 脚本家デビュー作
- ビジネスサクセスストーリー ラスト・ラン（1991年、テレビ東京）
- 世にも奇妙な物語「瞬」（1992年、フジテレビ）
  - 世にも奇妙な物語「ガード下の出来事」（1993年、フジテレビ）
- 裏刑事-URADEKA- 第4話（1992年、テレビ朝日）
- 白鳥麗子でございます!（1993年、フジテレビ）
- ツインズ教師（1993年、テレビ朝日）
- チャンス!（1993年、フジテレビ）
- じゃじゃ馬ならし（1993年、フジテレビ）
- 仰げば尊し「放課後に逢いたい」（1994年、フジテレビ）
- 南くんの恋人（1994年、テレビ朝日）[注 1]
- 17才-at seventeen-（1994年、フジテレビ）
- 若者のすべて（1994年、フジテレビ）[注 2]
- 最高の恋人（1995年、テレビ朝日）
- 輝く季節の中で（1995年、フジテレビ）
- まだ恋は始まらない（1995年、フジテレビ）
- クリスマスドラマスペシャル 海がきこえる 〜アイがあるから〜（1995年、テレビ朝日）
- イグアナの娘（1996年、テレビ朝日）
- ドク（1996年、フジテレビ）
- ビーチボーイズ（1997年、フジテレビ）
- 君の手がささやいている（1997年、テレビ朝日）
  - 君の手がささやいている〜第二章（1998年、テレビ朝日）
  - 君の手がささやいている〜第三章（1999年、テレビ朝日）
  - 君の手がささやいている〜第四章（2000年、テレビ朝日）
  - 君の手がささやいている〜最終章（2001年、テレビ朝日）
- おそるべしっっ!!!音無可憐さん（1998年、テレビ朝日）
- ランデヴー（1998年、TBS）
- 35歳・夢の途中（1998年、NHK）
- 可愛いだけじゃダメかしら?（1999年、テレビ朝日）
- 彼女たちの時代（1999年、フジテレビ）
- 鯨を見た日（1999年、NHK）
- 天気予報の恋人（2000年、フジテレビ）
- 連続テレビ小説（NHK）
  - ちゅらさん（2001年）
    - ちゅらさん2（2003年）[注 3]
    - ちゅらさん3（2004年）
    - ちゅらさん4（2007年）[注 4]

  - おひさま（2011年）
  - ひよっこ（2017年）
    - ひよっこ2（2019年）[6]
- アンティーク 〜西洋骨董洋菓子店〜（2001年、フジテレビ）
- 日韓共同制作ドラマ フレンズ（2002年、TBS・韓国MBC共同）
- 夢のカリフォルニア（2002年、TBS）
- 恋セヨ乙女（2002年、NHK）
  - もっと恋セヨ乙女（2004年、NHK）
- 岡田惠和ドラマスペシャル 負け組キックオフ（2002年、テレビ朝日）
- アルジャーノンに花束を（2002年、関西テレビ）
- 僕だけのマドンナ（2003年、フジテレビ）
- 恋文 〜私たちが愛した男〜（2003年、TBS）
- ホームドラマ!（2004年、TBS）
- マザー&ラヴァー（2004年、関西テレビ）
- ラスト・プレゼント（2005年、テレビ朝日）
- あいのうた（2005年、日本テレビ）
- きみの知らないところで世界は動く（2006年、NHK）
- パナソニックドラマスペシャル 君が光をくれた（2006年、TBS）
- バンビ〜ノ!（2007年、日本テレビ）
  - バンビ〜ノ! スピンオフ（2007年、第2日本テレビインターネット配信）
- めぞん一刻（2007年、テレビ朝日）
  - めぞん一刻（2）（2008年、テレビ朝日）
- 無理な恋愛（2008年、関西テレビ）
- 銭ゲバ（2009年、日本テレビ）
- JNN50周年記念スペシャル 天国で君に逢えたら（2009年、TBS）
- 小公女セイラ（2009年、TBS）
- 夏樹静子・作家40周年記念サスペンス特別企画 Wの悲劇（2010年、TBS）
- 日韓共同ドラマ・テレシネマ「楽園」（2010年、テレビ朝日）
- 造花の蜜（2011年、WOWOW）※原作の文庫版にて解説も執筆
- 最後から二番目の恋（2012年、フジテレビ）
  - 最後から二番目の恋 2012秋（2012年、フジテレビ）
  - 続・最後から二番目の恋（2014年、フジテレビ）
  - 続・続・最後から二番目の恋（2025年、フジテレビ）
- 尾根のかなたに〜父と息子の日航機墜落事故〜（2012年、WOWOW）
- 泣くな、はらちゃん（2013年、日本テレビ）
- スターマン・この星の恋（2013年、関西テレビ）
- チキンレース（2013年、WOWOW）
- 恋愛ドラマをもう一度（2013年、LaLa TV）
- 木曽オリオン（2014年、NHK BSプレミアム）
- 私という運命について（2014年、WOWOW）
- おやじの背中「圭さんと瞳子さん」（2014年、TBS）
- さよなら私（2014年、NHK）
- ここにある幸せ（2014年、NHK BSプレミアム）
- 心がポキッとね（2015年、フジテレビ）
- ボクの妻と結婚してください。（2015年、NHKBSプレミアム）
- ど根性ガエル（2015年、日本テレビ）
- 奇跡の人（2016年、NHKBSプレミアム）
- 連続ドラマW 土曜オリジナルドラマ 希望ヶ丘の人びと（2016年7月 - 8月、WOWOW）
- ヒューマンドラマスペシャル ダメ父ちゃん、ヒーローになる! 崖っぷち!人情広告マン奮闘記（2016年、テレビ東京)
  - ユニバーサル広告社〜あなたの人生、売り込みます!〜（2017年、テレビ東京）
- 浅田次郎ドラマスペシャル 琥珀（2017年、テレビ東京）
- スペシャルドラマ 最後の同窓会（2017年11月26日、テレビ朝日）
- この世界の片隅に（2018年7月 - 9月、TBS）
- ドラマスペシャル 68歳の新入社員（2018年6月18日、関西テレビ・フジテレビ系）
- それでも恋する （2018年10月6日、CBC・TBS系）
- モンローが死んだ日（2019年1月 - 2月、NHK BSプレミアム）
- セミオトコ（2019年7月 - 9月、テレビ朝日）
- ドラマW そして、生きる（2019年8月 - 9月、WOWOW）
- 少年寅次郎（2019年、NHK総合）
  - 少年寅次郎スペシャル (2020年、NHK総合)
- まとわりつくオンナ〜五つの地獄編　第1話｢わたしを写さないで｣(2020年、TBS)
- 2020年 五月の恋（2020年、WOWOW）
- 一億円のさようなら（2020年、NHK BSプレミアム） - 脚本監修
- 姉ちゃんの恋人（2020年、関西テレビ）
- 人生最高の贈りもの（2021年1月4日、テレビ東京)
- にじいろカルテ（2021年、テレビ朝日)
- ライオンのおやつ（2021年、NHK BSプレミアム） - 脚本監修
- 優しい音楽〜ティアーズ・イン・ヘヴン 天国のきみへ（2022年1月7日、テレビ東京）
- ファイトソング（2022年1月期、TBS）[7]
- 早朝始発の殺風景（2022年、WOWOW）- 脚本監修[8]
- スターチャンネル オリジナルドラマプロジェクト「5つの歌詩（うた）」（2022年、スターチャンネルEX、BS10スターチャンネル）-  脚本・総監修[9]
- 私小説 -発達障がいのボクが純愛小説家になれた理由-（2023年、テレビ朝日）
- 日曜の夜ぐらいは…（2023年、ABCテレビ・テレビ朝日）- 脚本
- 南くんが恋人!?（2024年、テレビ朝日） [10]

### Webドラマ
- しろときいろ 〜ハワイと私のパンケーキ物語〜（2018年2月 - 4月、Amazonプライム・ビデオ）
- 2020年 五月の恋（2020年5月、YouTubeWOWOWオフィシャルチャンネル/WOWOWメンバーズオンデマンド）
- さよならのつづき（2024年11月14日、Netflix）[5]
- 晴れたらいいね（2025年1月10日 - 、Amazon Prime Video）[11][注 5]

### 映画
- シャイなあんちくしょう（1991年、監督：和泉聖治）
- She's Rain（1993年、監督：白羽弥仁）
- ゴト師株式会社 悪徳ホールをぶっ潰せ!（1993 年、監督：鶴田法男）
- ときめきメモリアル（1997年、監督：菅原浩志）
- スペーストラベラーズ（2000年、監督：本広克行）
- 深呼吸の必要（2004年、監督：篠原哲雄）[注 6]
- いま、会いにゆきます（2004年、監督：土井裕泰）
- 天国は待ってくれる（2007年、監督：土岐善將）
- おっぱいバレー（2009年、監督：羽住英一郎）
- 阪急電車 片道15分の奇跡（2011年、監督：三宅喜重）
- 県庁おもてなし課（2013年、監督：三宅喜重）
- 世界から猫が消えたなら（2016年、監督：永井聡）
- 8年越しの花嫁 奇跡の実話（2017年、監督：瀬々敬久）[13]
- 雪の華 （2019年、監督 : 橋本光二郎）[14]
- いちごの唄（2019年、監督：菅原伸太郎）
- おとなの事情 スマホをのぞいたら（2020年、監督：光野道夫）
- 余命10年（2022年、監督：藤井道人）
- メタモルフォーゼの縁側（2022年、監督：狩山俊輔）

### オリジナルビデオ
- どチンピラ３（1993年、監督：村田忍）[15]
- どチンピラ４（1993年、監督：村田忍）[16]
- どチンピラ７（1994年、監督：村田忍）[17]

### 舞台
- スタンド・バイ・ユー〜家庭内再婚〜（2015年、演出：堤幸彦）
- ミッドナイト・イン・バリ ～史上最悪の結婚前夜～　(2017年、演出:深川栄洋)
- 不機嫌な女神たちプラス１（2019年、演出：田村孝裕）
- パークビューライフ（2021年、演出：田村孝裕）[18]
- いまさらふたりで　part.2 朗読劇「家庭内文通」（2021年、演出：鵜山仁）
- 二次会のひとたち（2023年、演出：田村孝裕）

### プロモーションビデオ
- EXILE「ただ…逢いたくて」
- ケツメイシ「さくら」

## 著書

### 小説
- 『ドク』（角川書店、1996年）
- 『ランデヴー』（角川書店、1998年）
- 『スペーストラベラーズ A day of Irene Midori Aida』（角川書店、2000年）
- 『天気予報の恋人』（角川書店、2000年）
- 『天国は待ってくれる』（幻冬舎、2006年）
- 峯田和伸 絵、共著『いちごの唄』（朝日新聞出版、2018年5月）

### シナリオ本
- 軽部潤子 原作『君の手がささやいている 脚本集』（テレビ朝日、1999‐2001年）
- 連城三紀彦 原作『恋文 私たちが愛した男 シナリオ集』（双葉社、2003年）
- 『ちゅらさん』全7冊（〈新風舎文庫 〉、2004年）
- 『あいのうた シナリオ集』（日本テレビ放送網、2005年）
- 『泣くな、はらちゃんシナリオBOOK』（日本テレビ放送網、2013年）

### エッセイ
- 『ドラマを書く すべてのドラマはシナリオから始まる…』（ダイヤモンド社、1999年）
- 『TVドラマが好きだった』（岩波書店、2005年）

### ノベライズ
- 戸田山雅司 共著『17才』（ワニブックス、1994年）
- 『若者のすべて Stay gold』（ワニブックス、1994年）
- 島崎ふみ 編『輝く季節の中で』ノベライズ（フジテレビ出版、1995年）
- 『最高の恋人』（テイ・アイ・エス、1995年）
- 『まだ恋は始まらない』（ワニブックス、1995年）
- 丹後達臣 編『ビーチボーイズ』（フジテレビ出版、1997年）
- 蒔田陽平、堀田康子 編『彼女たちの時代』（フジテレビ出版、1999年）
- 『ちゅらさん 連続テレビ小説』（日本放送出版協会 NHKドラマ・ガイド 2001年）
- 蒔田陽平の担当
  - 『ちゅらさん NHK連続テレビ小説 小説版』全4冊ノベライズ（双葉社、2001年）
  - 『恋セヨ乙女 連続ドラマ』（日本放送出版協会、2002年）
  - 『夢のカリフォルニア 小説版』（双葉社、2002年）
  - 『僕だけのマドンナ ...and I love her.』（双葉社、2003年）
  - 『岡田恵和 原案、蒔田陽平 著『ガジュマルの樹の下で』（ポプラ社、2004年）
  - 『続・最後から二番目の恋』（扶桑社、2014年）

- 進藤良彦 編『ホームドラマ!』（〈竹書房文庫〉、2004年）
- 小川みづき 編『マザー&ラヴァー』（幻冬舎、2004年）
- ひろはたえりこ 編『小公女セイラ』（汐文社、2009年）
- 木俣冬 編『スターマン・この星の恋』（扶桑社、2013年）

### 編著書
- NHK-FM「岡田惠和今宵、ロックバーで」編『ドラマな人々・岡田惠和とドラマチックな面々』（アスペクト、2014年）
  - 上記番組の対談集

## 作詞
- 平原綾香「おひさま〜大切なあなたへ」
  - 岡田脚本の作品NHK連続テレビ小説『おひさま』のシリーズ後半、土曜日の主題歌として使用された。
- はらちゃん（長瀬智也）「私の世界」
- 紺野清美（忽那汐里）「初恋は片思い」
  - 上記2作は岡田脚本の作品『泣くな、はらちゃん』の劇中で歌われており、同作サウンドトラックに収載（井上鑑『泣くな、はらちゃん オリジナル・サウンドトラック』、歌唱はかもめ児童合唱団）。
- 松本穂香「山の向こうへ」
  - こうの史代原作・岡田脚本の作品『この世界の片隅に』にてわらべうたの設定で登場、配信リリースの後、同作サウンドトラックに収載（久石譲『TBS系 日曜劇場「この世界の片隅に」オリジナル・サウンドトラック』、歌唱は北條すず役の松本穂香）。
- 辻井伸行・嵐『奉祝曲 組曲「Ray of Water」』 第三楽章「Journey to Harmony」
  - 岡田作詞・菅野よう子作曲。嵐が歌い、合唱は東京少年少女合唱隊が担当した。2019年11月9日、「天皇陛下御即位をお祝いする国民祭典」にて『奉祝曲 組曲「Ray of Water」』の第三楽章。天皇・皇后が奉祝曲を鑑賞した。

## 漫画原作
- あかねSAL☆（漫画・なかはら☆ももた）

## 出演
- ディープピープル（2011年9月26日、NHK総合）
- 岡田惠和 今宵、ロックバーで〜ドラマな人々の音楽談義〜（2011年 - 、NHKラジオ第1放送・NHK-FM放送）※パーソナリティー
- ETV特集「山田太一からの手紙」（2024年11月9日、NHK Eテレ）[19]

## 受賞歴
- 1997年
  - 第14回ザテレビジョンドラマアカデミー賞 脚本賞（『ビーチボーイズ』）[20]
- 1999年
  - 芸術選奨新人賞 放送部門（『彼女たちの時代』）
  - 第22回ザテレビジョンドラマアカデミー賞 脚本賞（『彼女たちの時代』）[21]
- 2001年
  - 第20回向田邦子賞（『ちゅらさん』）[22]
  - 第10回橋田賞（『ちゅらさん』）[23]
  - 第30回ザテレビジョンドラマアカデミー賞 脚本賞（『ちゅらさん』）[24]
- 2002年
  - 第35回ザテレビジョンドラマアカデミー賞 脚本賞（『アルジャーノンに花束を』）[25]
- 2012年
  - 第72回ザテレビジョンドラマアカデミー賞 脚本賞（『最後から二番目の恋』）[26]
- 2014年
  - 東京ドラマアウォード 2014 脚本賞（『続・最後から二番目の恋』）[27]
- 2015年
  - 第65回芸術選奨文部科学大臣賞（『さよなら私』）[28]
- 2016年
  - 第71回文化庁芸術祭賞 テレビ・ドラマ部門  大賞（『奇跡の人』）[29][30]
- 2017年
  - 第9回コンフィデンスアワード・ドラマ賞 脚本賞（『ひよっこ』）[31][32]
  - 第94回ザテレビジョンドラマアカデミー賞 脚本賞（『ひよっこ』）[33]
- 2019年
  - 紫綬褒章[34][35]

### 注
1. ↑  「仰げば尊し」（1994年）は初の全話執筆。
2. ↑  「若者のすべて」（1994年）は初のオリジナル作品全話執筆。
3. ↑  「月曜ドラマシリーズ」枠。
4. ↑  「土曜ドラマ」枠。
5. ↑  地上波テレビでは2025年3月30日にテレビ東京系列にて放送予定[12]。
6. ↑  「深呼吸の必要」は企画で参加。